# Rubens Borba de Moraes
Rubens Borba de Moraes   (Araraquara, 23 de gener de 1899 - Bragança Paulista, 2 de setembre de 1986) va ser un bibliotecari, bibliògraf, bibliófil, historiador i investigador brasiler, un dels organitzadors de la Setmana d'Art Modern, professor, pioner de la biblioteconomia en el país i director de la biblioteca de l'Organització de les Nacions Unides (ONU), a Nova York.
Des de 1987, el Consell Regional de Biblioteconomia de la 1a Regió, atorga la Medalla Rubens Borba a professionals destacats.

## Biografia
La seva família era tradicional a São Paulo, descendents del bandeirante Borba Gato. Encara que havia nascut en Brasil, aviat va anar a estudiar a Europa. Així, des dels nou anys estudia a París i Ginebra, retornant al país el 1919. Escrivia, en aquesta època millor en francès que en el seu idioma natal, fins al punt de tenir diversos dels seus escrits traduïts per amics com Mário de Andrade.
Participava amb Oswald i Mário de Andrade, Manuel Bandeira, Tácito i Guilherme de Almeida, Di Cavalcanti i altres, en reunions en què s'engendrava el moviment modernista. Va ser un dels organitzadors de la Semana da Arte Moderna del 22, on no va poder participar en primera persona per trobar-se malalt.
Va fundar en la capital paulista un diari opositor al Partit Republicà Paulista, anomenat “Diari Nacional”, i va lluitar en la Revolució de 1932.
Va treballar inicialment (1924) com a comptable al departament d'Hisenda de l'ajuntament de São Paulo, però el 1935 passa a disposició del Departament de Cultura i Festes de la ciutat, on dirigirà la Biblioteca Municipal de São Paulo, avui Biblioteca Mário de Andrade. Funda el curs de biblioteconomia de l'ajuntament de São Paulo (1936) el qual, tres anys després, passa a impartir-se a l'Escola de Sociologia i Política que havia co-fundat.
Va ajudar a organitzar la nova seu de la Biblioteca Municipal de São Paulo i després va dirigir la Biblioteca Nacional, en ambdues trobant oposició, política en una, burocràtica en l'altra. Sortint d'aquesta última, va ser immediatament contractat per l'Organització de les Nacions Unides per a dirigir el seu Servei d'Informacions i la Biblioteca, a París i Nova York – càrrec que va ocupar fins a la seva jubilació.
Retorna a São Paulo on queda algun temps, fins a ser convidat per a donar classes a la Universitat de Brasília. Després es va traslladar a la localitat de Bragança Paulista, on va morir, llegant el ric llegat d'obres rares que va col·leccionar al llarg de la seva vida a Europa i Amèrica a l'amic i també bibliòfil, José Mindlin.

## Obra
Entre les publicacions de Borba de Moraes, destaquen:
- Domingo dos séculos (en portuguès brasiler).  Oficina do Livro Rubens Borba de Moraes, 2001.
- Manual bibliográfico de estudos brasileiros (en portuguès brasiler).  Gráfica Editora Souza, 1949.
- Bibliographia brasiliana : livros raros sobre o Brasil publicados desde 1504 até 1900 e obras de autores brasileiros do período colonial.  São Paulo, SP, Brasil: EDUSP, 2010. ISBN 978-85-314-1232-5.
- O Bibliófilo aprendiz. 3. ed.  Brasilia: Biquet de Lemos, 1998 ;. ISBN 85-85637-13-7.
- Livros e bibliotecas no Brasil colonial. 2a. ed.  Brasília, DF: Briquet de Lemos Livros, 2006. ISBN 85-85637-29-3.
- Bibliografia da Impressão Régia do Rio de Janeiro, 1808-1822.  São Paulo, SP, Brasil: Edusp, 1993. ISBN 85-314-0181-X.